# Coleophora austrina
Coleophora austrina là một loài bướm đêm thuộc họ Coleophoridae. Nó được tìm thấy ở Namibia.